# 1030

## Evenimente
- august: Bătălia de la Azaz (Siria). Emirul de Alep înfrânge armata bizantinilor, condusă de împăratul Roman al III-lea Argyros.
- Este fondat orașul Kaunas, Lituania.

## Nașteri
- 26 iulie: Stanislau, episcop catolic polonez, martir și sfânt (d. 1079)
- Balduin al VI-lea de Flandra, conte de Flandra și conte de Hainaut ca Balduin I de Hainaut (d. 1070)

## Decese
- 19 iulie: Adalberon de Laon, cleric și poet francez, episcop de Laon din 977 (n. ?)
- 29 iulie: Olaf al II-lea al Norvegiei (n. 995)